# Christian Friedrich Schmidt
Christian Friedrich Schmidt, auch: Christoph Friedrich Schmid, (* 20. November 1741 in Röglitz; † 19. Mai 1778 in Wittenberg) war ein deutscher Philosoph und lutherischer Theologe.

## Leben
Geboren als Sohn des Pfarrers Christoph Schmidt, immatrikulierte er sich 1755 an der Universität Leipzig, wo er ein Studium der Theologie verfolgend, sich 1762 den akademischen Grad eines Magisters der Philosophie erwirbt. Während seiner Zeit in Leipzig stand er unter dem Einfluss seines Onkels Christian August Crusius, der ein Gegner Christian Wolffs gewesen war, und wurde maßgeblich im Sinne der lutherischen Orthodoxie von ihm geprägt. Nachdem Schmidt 1763 als Adjunkt an die philosophische Fakultät aufgenommen worden war, übertrug man ihm 1767 eine außerordentliche Professur der Philosophie.
1768 erwarb er sich das Baccalaurat der theologischen Fakultät und wurde am 30. März 1772 vierter Professor der theologischen Fakultät der Universität Wittenberg, womit verbunden er Alumnus der kurfürstlichen Stipendiaten wurde. Am 5. Mai desselben Jahres promovierte er zum Doktor der Theologie. Schmidt führte als erster die Philosophie an der Wittenberger theologischen Fakultät ein, wobei er aber Schwierigkeiten hatte, Zuhörer zu finden. Daneben legte er in seinen Vorlesungen die biblische Exegese des Neuen Testaments aus und betätigte sich auf dem Katheder polemisch.
Er richtete sich unter dem Eindruck von Ereignissen, wie dem Thorner Blutgericht oder der Vertreibung der Salzburger Exulanten durch Leopold Anton von Firmian, gegen die Vertreter der römisch-katholischen Kirche. Allen Abweichlern von der lutherischen Kontroverstheologie stellte er sich ebenso entgegen. Vor allen wendete er sich dabei gegen die Befürworter der sich immer stärker etablierenden Aufklärung. Somit hielt er sich noch an den alten Lehrregeln der zu Ende gehenden lutherischen Orthodoxie fest, war aber nicht mehr ein so starrer Vertreter. Schmidt, der sich in seiner Professur auch an den organisatorischen Aufgaben der Wittenberger Universität beteiligte, war im Wintersemester 1774 auch der Rektor der Hochschule.

## Werkauswahl
- Epist. Specimen animadversionum in Theophrasti characteres morum. Langenhem, Leipzig 1761. (Digitalisat)
- Diss. Versio Alexandrina optimum interpretationis librorum sacrorum praesidium. Specimen I in Epist. ad Hebraeos. (Resp. Johann Carl Zeune) Langenhem, Leipzig 1763. (Digitalisat) Specimen II. Leipzig 1764. (Digitalisat)
- Origines Quatuor Evangeliorum Programma. Langenhem, Leipzig 1763. (Digitalisat)
- De Herodianis Epistola Brevis. Langenhem, Leipzig 1764. (Digitalisat)
- Discours sur la vraie grandeur des Princea. Leipzig 1764
- Discours sur le devoir des sujet, de faire des prières pour la prosperite de leur souverain. Leipzig 1764
- Specimina II in Epistolam Jacobi. Langenhem, Leipzig 1764
- Super origine epistolae ad Hebraeos dissertatio historico-critica. Leipzig 1765. (Digitalisat)
- Observationes super epistolae ad Hebraeos historicae, criticae, theologicae. Breitkopf, Leipzig 1766. (Digitalisat)
- La Philosophie de l'Histoire par feu l'Abbé Bazin [i.e. Voltaire]. Jacobäer,  Leipzig 1766.
- De superstitione, quae est De dissimilitudine inter religionem et superstitionem dissertatio. (Resp. Johann Georg Eck) Langenhem, Leipzig 1766. (Digitalisat)
- De consensione universa naturae voce. Langenhem, Leipzig 1767. (Digitalisat)
- Diss. de finibus rerum maxime animorum placita. (Resp. Johannes Tobias Sattler) Langenhem, Leipzig 1768. (Digitalisat)
- Observationes super epistola catholica S. Iudae historicae, criticae, theologicae. Saalbach, Leipzig 1768. (Digitalisat)
- Philologische und kritische Bibliothek. 2 Bände. Büschel, Leipzig 1770. (Digitalisat Band 1), (Band 2, 1771)
- Die Vernunftlehre, zum Gebrauch bey seinen Vorlesungen. Langenheim, Leipzig 1769. (Digitalisat)
- Die Metaphysik. Jacobäer, Leipzig 1770. (Digitalisat)
- Oratio de illiberali et parum frugífero studio criticorum, qui in diiudicandis libris divinis historica, antiquaria, critica et philologica qualiacunque ostendant, in fraudem testimonii Sancti Spiritus. Leipzig 1770
- Ob die Offenbarung Johannis ein ächtes göttliches Buch ist; eine kritische Untersuchung; mit Erläuterungen und Abhandlungen über den Ursprung und die historische Gewissheit der kanonischen Sammlung; des alten und neuen Testaments. Saalbach, Leipzig 1771. (Digitalisat)
- (Als Respondent) Dispvtatio Theologica Inavgvralis, Qva Divina Origo Librorvm Canonicorvm Veteris Testamenti Ex Antiqvis Scriptis Ivdaeorvm Et Christianorvm Probatvr Et Vindicatvr. Dürr, Wittenberg 1772. (Digitalisat)
- Programma de antiqua forma, collectione et conservatione codicis sacri Hebraici. Dürr, Wittenberg 1772. (Digitalisat)
- Duae orationes theologicae I. de vitiis vulgaribus Germanorum in interpretandis libris divinis, II. de theologica sentiendi et dicendi libertate. Wittenberg 1772.
- Neue philologische und kritische Bibliothek. 1-5. Stück. Dürr, Wittenberg 1773-1774. (Digitalisat 1. Stück)
- Progr. Vindiciae nativitatis Christi e matre virgine ad nEs. VII, 14. 15. Dürr, Wittenberg 1773.
- Progr. Origines dogmatum de rebus ultimis. Sectio I. Dürr, Wittenberg 1774.
- Progr. Judaeorum, qui Christi tempore vixerunt, de eodem variae opiniones. Wittenberg 1775.
- Progr. Brevis expositio Psalmi secundi. Dürr, Wittenberg 1775.
- Progr. Enarratio doctrinae librorum sacrorum de lapsu daemonum. Dürr, Wittenberg 1775.
- Historia antiqua et vindicatio Canonis sacri Veteris Novique Testamenti, libris II comprehensa. Saalbach, Leipzig 1775. (Digitalisat)
- Annotationes in Epistolam Paulli ad Romanos philologicae, theologicae et criticae. Kummer, Leipzig 1777.